# 371 av. J.-C.
Cette page concerne l'année 371 av. J.-C. du calendrier julien proleptique.

## Événements

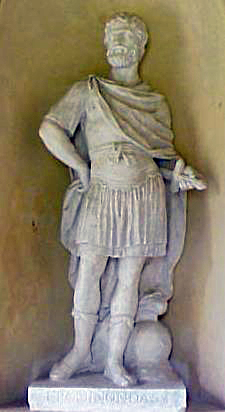
Épaminondas

- Juin : Congrès hellénique. Paix entre Sparte et Athènes. Athènes reconnaît l’hégémonie de Sparte sur terre et Sparte reconnaît la prédominance d’Athènes sur mer. Thèbes s’exclut elle-même de la paix en exigeant la reconnaissance de la réunification de la Béotie. Le roi de Sparte Cléombrote II, alors en Phocide (depuis 374 selon Xénophon, ce qui ne semble pas réaliste), reçoit alors l’ordre d’envahir la Béotie[1].
- 6 juillet : Épaminondas défait les  Spartiates à bataille de Leuctres[1]. Pour la première fois depuis très longtemps, les Spartiates sont vaincus en rase campagne. Cléombrote II, 400 Spartiates et 600 Péloponnésiens sont tués.
  - Sparte reconstitue une armée sous les ordres d’Archidamos III, fils d’Agésilas II, qui marche vers la Béotie[2]. À la fin de l’été, les Athéniens convoquent des envoyés de toutes les cités qui veulent prendre part à la paix. Sparte et ses alliés (sauf Élis), prêtent serment. Thèbes ne participe pas aux négociations[1].
  - Jason de Phères, tagos de Thessalie et allié de Thèbes intervient en Béotie après Leuctres. Il impose un arbitrage qui permet aux survivants de l’armée de Cléombrote de quitter la Béotie (ils croisent en Mégaride l’armée d’Archidamos et tous reprennent la route de Sparte). Jason rentre en Thessalie après avoir réduit quelques ennemis Phocidiens et rasé les remparts d’Héraclée Trachinienne, colonie lacédémonienne qui commande le défilé des Thermopyles[1].
  - Les citoyens spartiates, du fait de la diminution catastrophique de leur nombre, ne forment plus qu’une toute petite caste ; ils sont environ 1 500 en 371 av. J.-C.. Sur 700 citoyens mobilisés à Leuctres, 400 sont tués[3].

## Naissances en -371
- Mencius
- Théophraste

## Décès en −371
- 6 juillet: Cléombrote II, roi de Sparte, tué à la bataille de Leuctres.